# Gle Bineh
Gle Bineh är en kulle i Indonesien.   Den ligger i provinsen Aceh, i den västra delen av landet, 1 800 km nordväst om huvudstaden Jakarta. Toppen på Gle Bineh är 232 meter över havet, eller 110 meter över den omgivande terrängen. Bredden vid basen är 1,4 km.
Terrängen runt Gle Bineh är kuperad åt nordost, men åt sydväst är den platt. Havet är nära Gle Bineh västerut.Runt Gle Bineh är det ganska tätbefolkat, med 149 invånare per kvadratkilometer.